# Savignac (Aveyron)
Savignac település Franciaországban, Aveyron megyében. Lakosainak száma 755 fő (2022. január 1.). Savignac Martiel, La Rouquette, Sainte-Croix, Toulonjac, Vailhourles és Villefranche-de-Rouergue községekkel határos.

## Népesség
A település népessége az elmúlt években az alábbi módon változott:
| Lakosok száma | 350  | 422  | 508  | 594  | 682  | 711  | 721  | 732  | 752  | 755  |
|               | 1968 | 1982 | 1990 | 2006 | 2013 | 2015 | 2017 | 2019 | 2020 | 2022 |